# Scotophilus heathii
Scotophilus heathii — вид ссавців родини лиликових. 

## Проживання, поведінка
Країни поширення: Афганістан, Бангладеш, Камбоджа, Китай, Індія, Індонезія, Лаос, М'янма, Непал, Пакистан, Філіппіни, Шрі-Ланка, Таїланд, В'єтнам. Був записаний від рівня моря до висоти 1500 м над рівнем моря. Цей вид зустрічається в різних типах середовищ існування, в тому числі міських районах. Лаштує сідала в щілинах і тріщинах у старих будівлях, серед листя і крони пальм, в дуплах дерев і серед листя банана або окремо, або в колоніях до 50 особин. Літає низько з постійною швидкістю. Одне або два маля народжується після періоду вагітності 115 днів.

## Загрози та охорона
Здається, немає серйозних загроз для цього широко поширеного виду. У Південно-Східній Азії був записаний у деяких охоронних територіях.